# St. Josef (Einbeck)

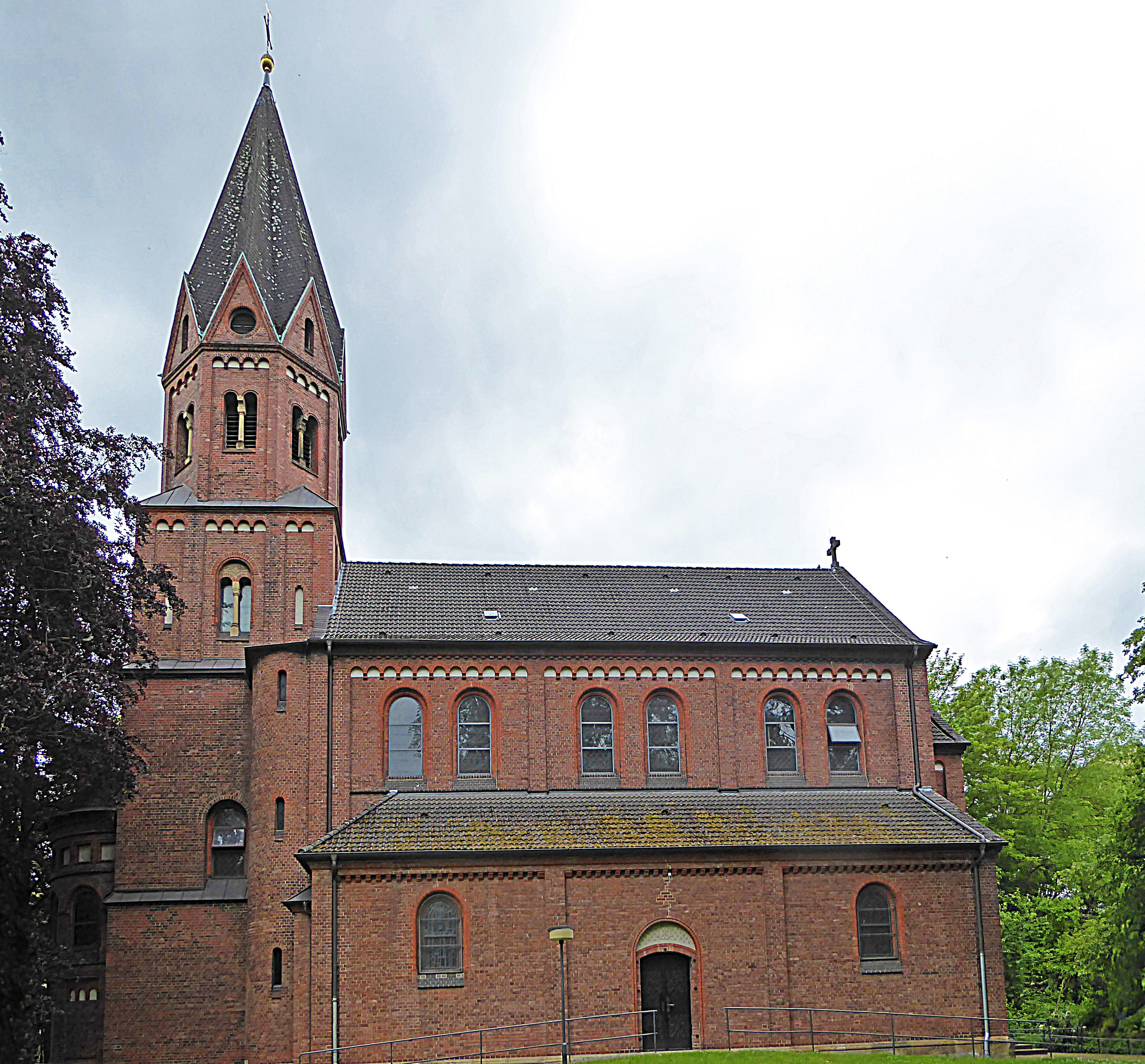
St. Josef

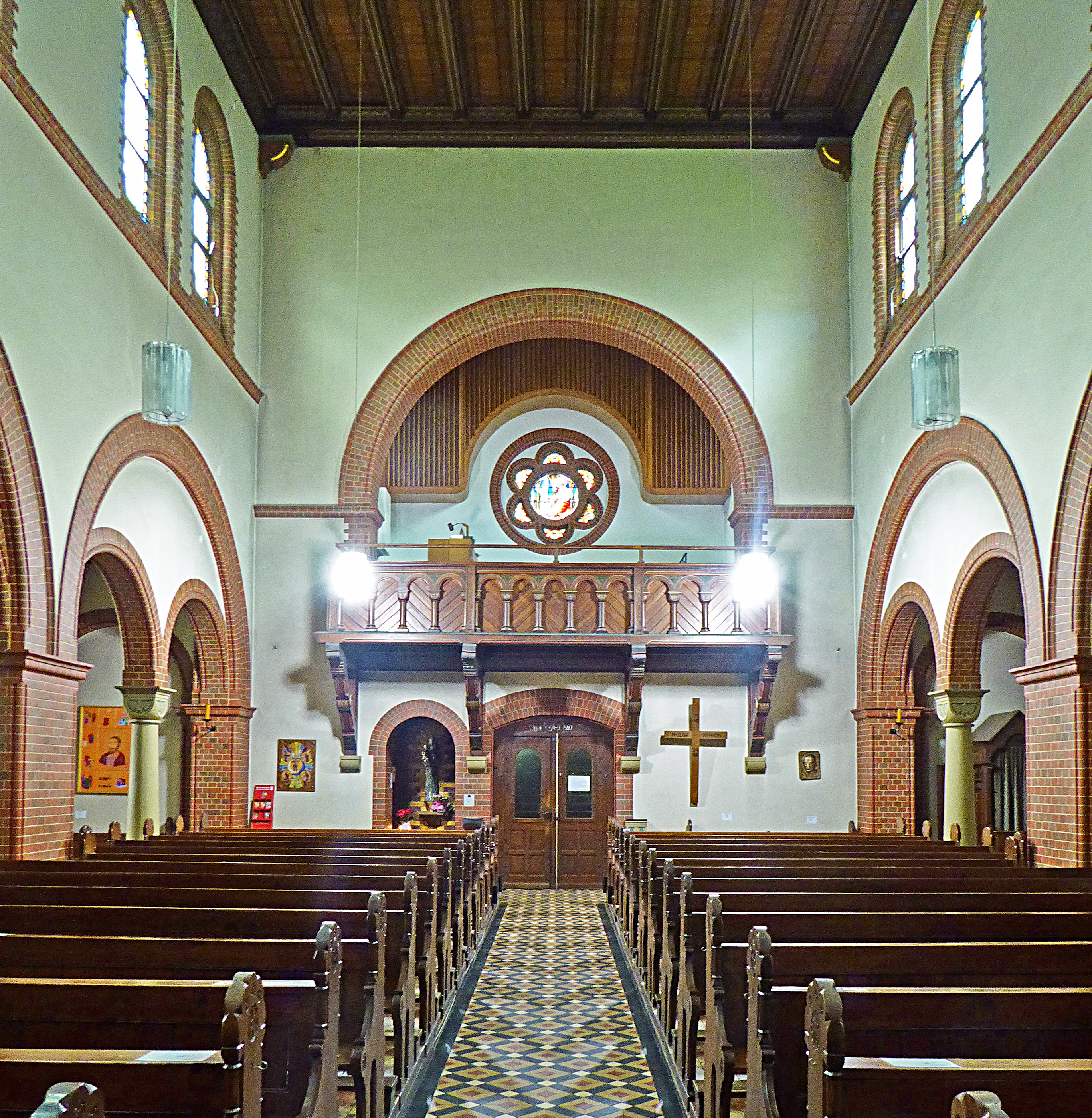
Innenansicht

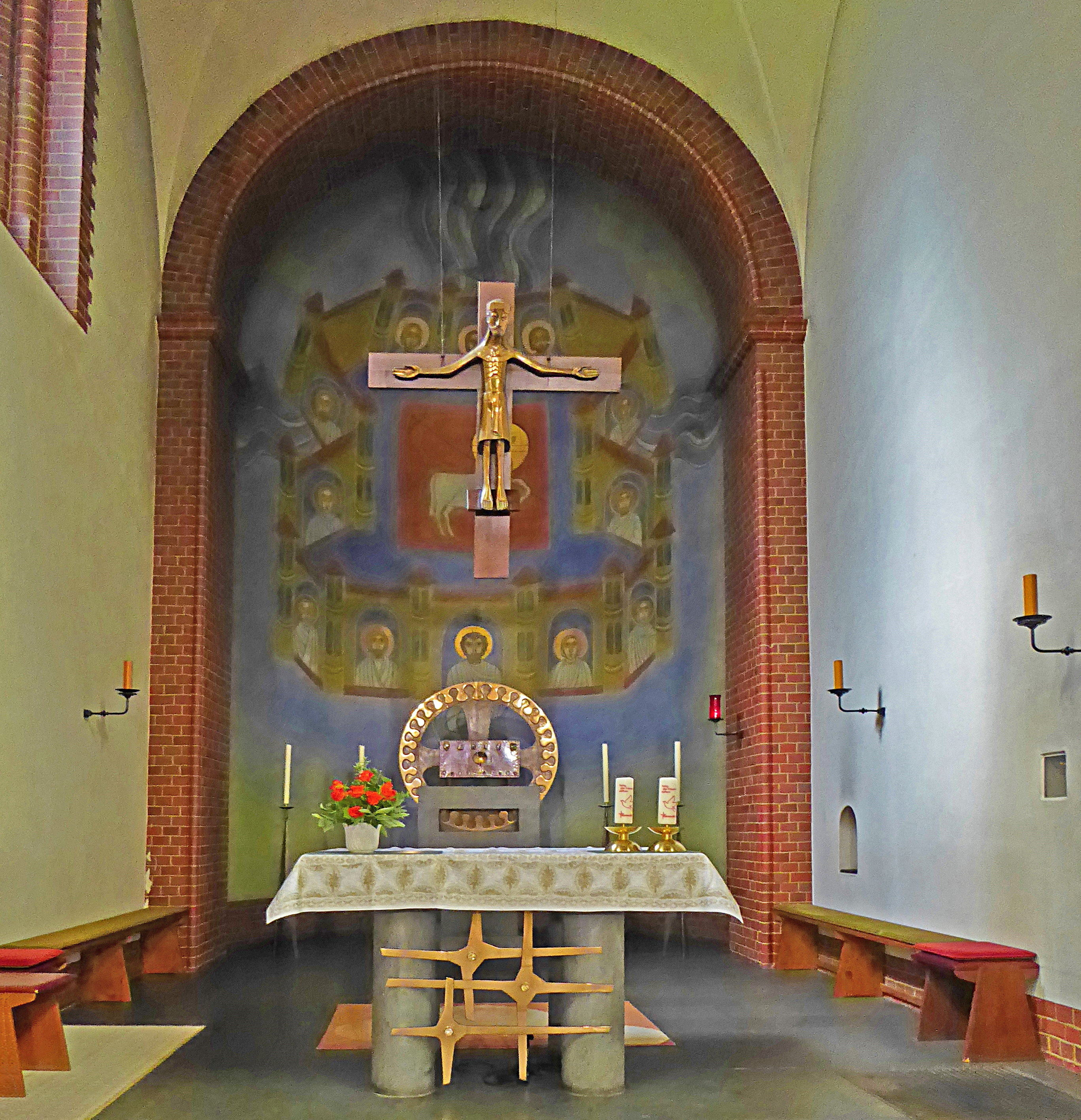
Altarraum mit Darstellung des Neuen Jerusalem nach

St. Josef ist die katholische Pfarrkirche in Einbeck, Landkreis Northeim. Die neuromanische Basilika wurde 1894/95 nach Plänen von Richard Herzig erbaut.

## Geschichte
Einbeck war seit der Reformation eine lutherische Stadt. Mitte des 19. Jahrhunderts gab es etwa 100 ortsansässige Katholiken. Für sie wurde 1858 eine Missionsstation mit regelmäßigem Gottesdienst und Volksschulunterricht geschaffen. Als Einbeck Garnisonsstadt wurde, wuchs die Gemeinde. 1871–73 entstand am nordöstlichen Rand der historischen Altstadt ein Missionshaus mit Kapelle, das heute Pfarrheim ist.
Als die bisherigen Räumlichkeiten nicht mehr ausreichten, konnte 1894 das angrenzende Grundstück im Grüngürtel der ehemaligen Wallanlagen gekauft und die neue repräsentative Kirche gebaut werden. Am 6. Juni 1894 erfolgte die Grundsteinlegung, und am 11. August 1895 wurde sie durch Bischof Sommerwerck geweiht und unter das Patrozinium des heiligen Josef gestellt. Am 27. April 1897 wurde die Gemeinde zur Pfarrei erhoben.
Ein sprunghaftes Wachstum erfuhr die Josefsgemeinde durch den Zustrom katholischer Vertriebener nach dem Zweiten Weltkrieg, seit den 1960er Jahren dann durch Arbeitsmigranten aus Südeuropa und Spätaussiedler.
Seit dem 1. März 2004 gehört die Kirche zum damals im Bistum Hildesheim neu gegründeten Dekanat Nörten-Osterode, zuvor gehörte sie zum Dekanat Nörten. Am 1. August 2004 wurden die Pfarreien Einbeck, Dassel und Markoldendorf zur neuen Pfarrei St. Josef mit 3000 Mitgliedern zusammengeführt. Am 24. Februar 2022 erfolgte die Profanierung der Kirche in Markoldendorf.

## Architektur
Die St.-Josefs-Kirche ist eine geostete dreischiffige Basilika ohne Querhaus in den Bauformen der rheinischen Romanik. Der Turm über dem Chor besteht aus einem quadratischen Unter- und einem oktogonalen Obergeschoss mit acht Giebeln und gefalteter Kegelspitze. Den Ostabschluss der Kirche bildet eine Rundapsis. Im Westen ist eine rechteckige Portalhalle vorgesetzt, im Tympanon ein Relief des Schildes der Dreifaltigkeit. Der gesamte Außenbau ist mit Bogenfriesen und Lisenen gegliedert.
Im Inneren ist das dreijochige Langhaus durch Zwillingsbögen und Stützenwechsel rhythmisiert. Die Architekturgliederung ist durch weiße Wandflächen mit ziegelroten Bogenkanten und Laibungen betont.